# Shirley Kerr Kennard
Shirley Jenn Kerr Kennard (Tulsa, 9 de enero de 1929-1 de septiembre de 2016) fue una arquitecta estadounidense. Fue miembro de American Institute of Architects.

## Obra
- Cosmos Club Remodeling & Addition
- Columbia Plaza Concept Design
- Philip & Katherine Graham Residence Remodel and Addition
- Mr. & Mrs. George S. Wheat Jr. Residence
- Mr. & Mrs. Howard K. Smith High Acres Estate Remodeling and Addition
- McNesby Residence
- Woman's Club of Chevy Chase Addition
- Radio Operators’ Fight Crew School Remodeling
- Sister of Mercy Generalate Remodeling
- Cant Residence
- Kennard Residence & Home Office on Thornapple Street
- Campbell Residence
- Hanson Residence
- Sterrett Residence Remodel & Major Addition
- St. John’s Episcopal Church Alterations & Memorial Garden, Chevy Chase